# Спортс (сайт)
Спортс″ (или Sports″, до марта 2024 года — Sports.ru) — российское спортивное интернет-издание, основанное 1 декабря 1998 года Станиславом Гридасовым.
Главный редактор — Владислав Воронин, генеральный директор — Евгений Коврин.

Логотип sports.ru до марта 2024 года

## История

### 1998—2006 годы: создание и развитие
Сайт Sports.ru был основан 1 декабря 1998 года спортивным журналистом Станиславом Гридасовым, который до 2006 года занимал должность главного редактора.
Весной 1999 года Гридасов начал формировать отдел спорта газеты «Известия». Вокруг этого отдела строился и Sports.ru: так среди авторов появились журналисты: Евгений Зуенко, Игорь Порошин, Дмитрий Навоша (впоследствии совладелец сайта). По словам Гридасова, у него были официальные договоренности с главным редактором «Известий», касательно их возможности публиковать на Sports.ru спортивные заметки из газеты.
В конце 1990-х — начале 2000-х годов Василий Уткин начал вести на сайте раздел «Футбол с Василием Уткиным».
В 2000 году на сайте появился форум с обсуждениями — первый спортивный форум в Рунете.
В 2006 году на основе сайта Sports.ru появилось одноимённое издание после того, как Дмитрий Навоша стал его совладельцем, а в 2007 году Навоша и его партнёры выкупили этот сайт.

### 2006—2018: трансформация в медиа для мобильных устройств
Первый в Рунете блог профессионального тренера открылся на Sports.ru в конце 2006-го — его вел главный тренер баскетбольного ЦСКА Этторе Мессина. Блог профессионального спортсмена в России в марте 2007 года открыл на Sports.ru футболист Андрей Тихонов.
К 2012 году мобильное направление стало приносить около 12 % выручки.
В мае 2018 года, перед чемпионатом мира по футболу-2018, Sports.ru получил свидетельство о регистрации СМИ. Ранее не регистрировать портал было принципиальной позицией владельцев.

### 2018—2021 годы: масштабирование и запуск видеопроектов
В сентябре 2018 года Юрий Дудь ушёл с поста главного редактора, став заместителем генерального директора. Дудя заменил бывший шеф-редактор Александр Аксёнов. Осенью 2020 года Аксёнов стал генеральным продюсером, а должность главного редактора занял Влад Воронин, который до этого назначения проработал в редакции 10 лет.
В апреле 2019 года Дмитрий Навоша покинул пост гендиректора издания. Новым главой проекта стал Марк Тен, который занимал должность управляющего директора. Тем не менее Дмитрий Навоша продолжил руководить спортивным издательством Tribuna Digital, но занялся развитием других проектов этого издательства, в частности, развитием сообщества игроков на ставках Betting Insider, а также белорусской и украинской версий сайта Tribuna.com.
В марте 2020 года контролирующим владельцем сайта стал футбольный агент и глава компании ProSports Management Герман Ткаченко (66,75 % акций), сооснователь сайта Дмитрий Навоша контролировал 23,75 %.
В августе 2020 года компания запустила полноценное отдельное медиа про спорт Казахстана внутри Sports.ru: с собственной редакцией, новостной службой, социальными сетями и локализованными сервисами.
В феврале 2021 года издание было продано основателю косметической компании Faberlic бизнесмену Алексею Нечаеву (ныне — депутат Государственной Думы, лидер партии «Новые люди»). Помимо основного бизнеса Sports.ru в сделку вошли сеть спортивных блогеров United и маркетинговое агентство Fever Pitch.
С августа 2020 года в Беларуси был заблокирован сайт by.tribuna.com — дочерний сайт Sports.ru для Беларуси. Сам Sports.ru был заблокирован в Беларуси с мая 2021 года из-за нарушения законодательства в сфере азартных игр. 4 мая 2021 года сайт Sports.ru был разблокирован на территории Беларуси.
В ноябре 2020 года Sports.ru нарисовал 10-метровое граффити Роберта Левандовского на стене одного из домов в центре Варшавы. Это произошло благодаря пользователям, которые выбрали Левандовского лучшим игроком года. Вскоре сам футболист записал видео с благодарностями.
С 2021 года производитель видео Спортс" United выпускает документальные фильмы и сериалы: «Евро-2008. Лучшее лето нашей жизни», «Давка-82», «Главные победы», «Здесь был Палыч».
В 2021 году у медиа появилась креативная студия «Сирена», которая занимается созданием спецпроектов. В составе студии 45 человек, выпущено 600+ проектов, которые привлекли 10 млн пользователей. Студия неоднократно брала фестивальные награды от Marspo, Апостол, G8, Silver Mercury.
В конце 2021 года Sports.ru выпустил первый в истории рейтинг крупнейших компаний спортивного бизнеса в России. Рейтинг составлялся на основе официальных бухгалтерских отчетностей компаний, которые работают в сфере спорта: производят экипировку, взаимодействуют с болельщиками и так далее.

### С 2022 года
В начале 2022 года «Кибер» от Sports.ru провел собственную премию CIS Esports Best, голосовали команды, комментаторы, журналисты и лидеры мнений.
В 2022 году, в связи с запретом для депутатов Думы на владение и участие в управлении коммерческими организациями, Алексей Нечаев был вынужден выйти из состава акционеров АО Альтаир Медиа, которому принадлежит издание. Основной акционер АО Альтаир Медиа: ООО ОНМ.
В декабре 2022 года у компании сменился генеральный директор: вместо Марка Тена им стал Евгений Коврин, ранее работавший на позиции коммерческого директора. Также в Sports.ru появилась позиция операционного директора — её занял Сергей Лопатенко, ранее — директор по маркетингу.
4 марта 2024 года сайт провёл ребрендинг.
В 2024 «Спортс»" запустил бесплатный онлайн-курс для спортивных блогеров «Прожектор Трибуны».
В 2025 году медиа провело первую в России премию для спортивных блогеров и организаций «Спортивный блогер года». Главным спортивным блогером был признан Фёдор Смолов, футболист и ведущий подкаста Smol Talk.
Кроме того, Спортс" организует ежегодный благотворительный забег «Джерси-ран».

## Главные редакторы
- Станислав Гридасов (1998—2006)
- Сергей Новиков (2006—2007)
- Иван Калашников (2007—2011)
- Юрий Дудь (2011—2018)
- Александр Аксёнов (2018—2020)
- Владислав Воронин (2020 — н.в.)

## Показатели деятельности
Согласно исследованию компании «Медиалогия», Sports.ru находился на 9 месте в Топ-20 самых цитируемых СМИ спортивной отрасли за 2020 год.
С марта 2023 года Sports.ru лидирует среди всех русскоязычных медиа в сегменте «спорт» по оценке портала Similarweb.
В 2020 году Sports.ru совместно с Parimatch Россия запустил проект «Золотой мяч», в котором пользователи выбирали лучшего футболиста года. Проект вошёл в шорт-лист международной рекламной премии Effie-2021, а также получил «Серебро» и «Бронзу» на премии «Серебряный Меркурий».
В 2023 году Sports повторил свой успех на «Серебряном Меркурии», выиграв два «Серебра», а также «Специальный приз за филигранное мастерство» с проектом Matchday-2, который был выпущен вместе с компанией Фонбет. Этот же проект стал победителем в трех номинациях на премии для медиа Апостол в 2023 году.
Кроме того, проекты «Три в ряд» и Betboom Airlines завоевали награды на международной премии по спортивному маркетингу Marspo 2023.
Спортс" — самое охватное спортивное СМИ в России по версии Mediascope (май, 2025). Издание также входит в топ-10 виральных русскоязычных медиаресурсов по версии Brand Analytics (май, 2025) и топ-20 телеграм-каналов по просмотрам в апреле по версии Медиалогии (апрель, 2025).

## Награды
Sports.ru является обладателем ряда интернет-премий:
- 2000 — лауреат первой Национальной Интел Интернет премии в номинации «Спорт»[39][значимость факта?]
- 2002 — 1 место в номинации «Спортивный сайт 2002 года», сетевой конкурс РОТОР++[40]
- 2008 — Премия Рунета в номинации «Здоровье и отдых»[41]
- Победитель конкурса РОТОР 2010 в номинации «Спортивный сайт года»[42]